# Gonçalves Crespo
António Cândido Gonçalves Crespo (Rio de Janeiro, 11 mars 1846 - Lisbonne, 11 juin 1883) était un poète portugais. Il nait d'une mère métisse encore esclave à sa naissance et d'un père commerçant portugais dans la banlieue de Rio de Janeiro le 11 mars 1846, il s'installe au Portugal à l'âge de dix ans. Il a fait ses études de droit à l'Université de Coimbra mais « se consacre presque exclusivement aux Muses à Lisbonne ». Sa poésie est très influencée par le Parnasse. Il collabore à l'occasion, à l'œuvre de sa femme Maria Amália Vaz de Carvalho, elle aussi écrivain célèbre. Il meurt à Lisbonne le 11 juin 1883, à l'âge de 37 ans.

## Source
- (en) Cet article est partiellement ou en totalité issu de l’article de Wikipédia en anglais intitulé « Gonçalves Crespo » (voir la liste des auteurs).